# Borotín (okres Tábor)
Borotín (Duits: Borotin, soms ter onderscheiding van andere plaatsen met dezelfde naam Borotín u Tábora genoemd) is een Tsjechische vlek (městys) in de regio Zuid-Bohemen, en maakt deel uit van het district Tábor. Borotín telt 677 inwoners (2023).

## Geschiedenis
- Rond 1356 – Nicolaas van Borotin bouwt hier een versterkt huis.
- 2006 – De gemeente Borotín krijgt opnieuw de status vlek.[1]